# Королевский семейный орден Короны Брунея
Королевский семейный орден Короны Брунея (Darjah Kerabat Mahkota Brunei) — высшая награда Султаната Бруней.

## История
Орден был учреждён султаном Хасаналом Болкиахом Муизаддином Ваддаулахом 15 августа 1982 года как высшая награда государства для вручения монархам и главам иностранных государств.

## Степени
Орден имеет одну степень. Инсигнии ордена состоят из знака на орденской цепи, знака на чрезплечной ленте и звезды.

## Описание
Знак ордена представляет собой золотой восьмиконечный крест с раздвоенными концами покрытыми бриллиантовыми гранями, между лучами которого расположены полумесяцы белого золота рогами вверх. В центре круглый медальон с широкой каймой. В медальоне, инструктированном полированными рубинами, изображена золотая корона Брунея. Кайма медальона разделена на две части: внешняя кайма инструктирована полированными изумрудами, на внутренней кайме надпись на арабском языке.
Знак при помощи кольца крепится к орденской цепи или орденской ленте.
Звезда ордена представляет собой золотой восьмиконечный крест с раздвоенными концами покрытыми бриллиантовыми гранями, на который наложена восьмиконечная остроконечная звезда белого золота, лучи которой инструктированы бриллиантами. Между лучами звезды округлые штралы, инструктированные огранёнными изумрудами. В центре звезды круглый медальон с широкой каймой. В медальоне, инструктированном гранёными рубинами, изображена золотая корона Брунея. На золотой кайме надпись на арабском языке.
Орденская лента жёлтого цвета.